# Xpdf
Xpdf è un software libero per la lettura di file PDF per X Window System e Motif.
La versione ufficiale rispetta il digital rights management dei file PDF, preservandone la copia, la stampa o la conversione. Esistono patch che permettono di ignorare le restrizioni dei DRM.
Una delle sue prime versioni risale al 3 agosto 1999.

## Caratteristiche
- può essere eseguito in qualunque sistema operativo Unix-like;
- può decodificare LZW e leggere PDF criptati;
- include un gruppo di programmi che non richiedono il X Window System, tra cui un programma per estrarre le immagini da file PDF ed uno per convertire PDF in PostScript o in semplice testo;
- può essere usato come backend di altri frontend di lettori PDF come KPDF, e il suo motore è usato in altri lettori PDF come BePDF, per BeOS o !PDF per RISCOS.

A causa di vari problemi di sicurezza in Xpdf, è stato fatto un fork della libreria di rendering di xpdf 3.0, creando poppler. Molti programmi (tra cui xpdf stesso) possono usare poppler come backend di rendering.